# New Orleans Pelicans
De New Orleans Pelicans (voorheen de New Orleans Hornets) is een professioneel Amerikaans basketbalteam dat speelt in New Orleans, Louisiana. Ze spelen in de Southwest Division van de Western Conference in de NBA. De thuisbasis van de Pelicans is de New Orleans Arena. Omwille van de Orkaan Katrina moesten ze tussen 2005 en 2007 uitwijken naar Oklahoma City, waar ze zich vestigden in het Ford Center. De Pelicans werden in 2002 opgericht als New Orleans Hornets. Toentertijd was het een voortzetting van de in 1988 opgerichte Charlotte Hornets. In 2013 werd het team hernoemd naar New Orleans Pelicans (naar de bijnaam van de staat Louisiana: Pelican State). Omdat de naam Hornets nu niet meer in gebruik was, veranderde een nieuw team in Charlotte, de Charlotte Bobcats, hun naam een jaar later naar Charlotte Hornets. Na overleg met het team in Charlotte en met de NBA, werd in 2014 besloten dat de Pelicans de historie van de (oude) Charlotte Hornets zouden overdragen aan de nieuwe Hornets. Dit betekende met terugwerkende kracht, dat de Pelicans worden gezien als een nieuw team dat pas in 2002 debuteerde.